# 케르케나제도저빌

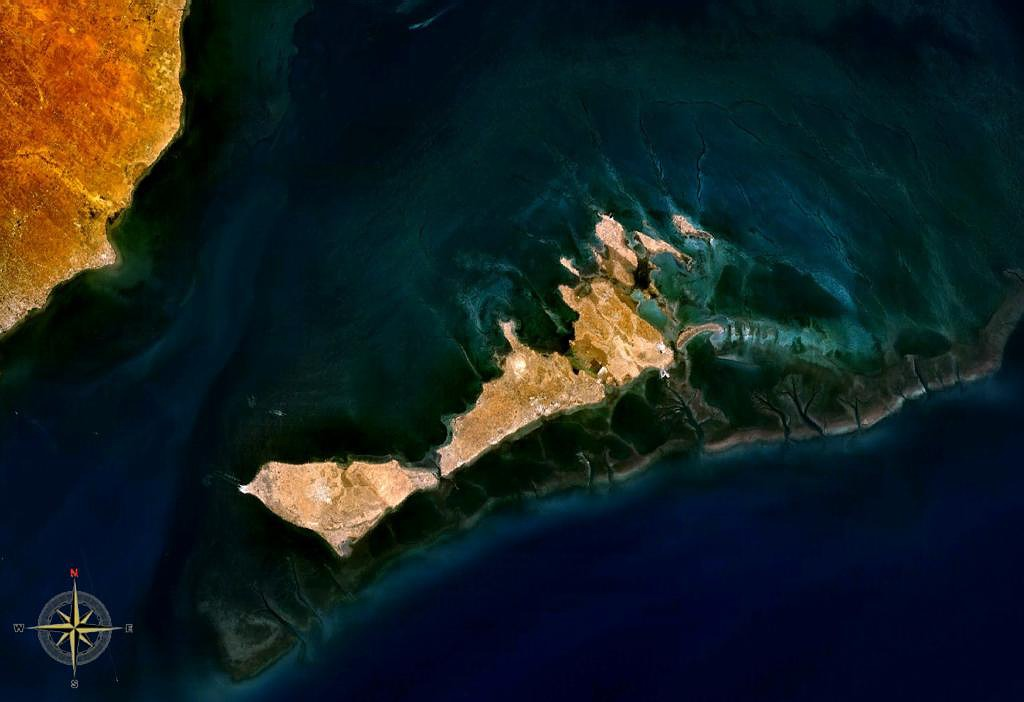
케르케나제도저빌이 있는 케르케나제도의 모습

케르케나제도저빌(Gerbillus zakariai)은 황무지쥐아과에 속하는 설치류의 일종이다. 튀니지 케르케나 제도에서 서식하는 저빌이다.

## 특징
작은 설치류로 머리부터 몸까지 길이가 79~89mm이고, 꼬리 길이는 74~88mm이다. 발 길이는 21~22mm, 귀 길이는 20~21mm, 몸무게는 최대 22g이다. 상체의 털은 연한 갈색이고 바닥의 털은 회색이지만, 배 쪽은 희다.